# قلعة الحصن (حمص)
قلعة الحصن هي قلعة سورية تعود لفترة الحروب الصليبية، تقع ضمن سلاسل جبال الساحل في محافظة حمص في سوريا، وتبعد عن مدينة حمص 60 كم، ونظرًا للأهمية التاريخية والعمرانية للحصن فقد اعتبرتها منظمة اليونسكو قلعة تاريخية هامة لاحتوائها على تراثٍ إنساني عظيم، وفي عام 2006 م سُجلت القلعة على لائحة التراث العالمي إلى جانب قلعة صلاح الدين الأيوبي 
تعتبر هذه القلعة بكونها واحدة من أهم قلاع القرون الوسطى المحفوظة في العالم، الموقع سكنه أولاً الأكراد الذين جلبهم المرداسيون في القرن الحادي عشر لحماية خطوط التجارة قبل التوصل إلى تسوية؛ وكنتيجة لذلك فقد كانت تُعرف باسم حصن الأكراد، بمعنى «قلعة للأكراد».
في 1142، أُعطيت القلعة لريموند الثاني كونت طرابلس الذي حوّلها إلى «فرسان المشفى» وسبب التسمية إقامة حامية من المتطوعين لأعمال الطبابة إبان الحقبة الصليبية داخل القلعة، وقد بقيت في حوزته حتى سقطت في 1271م وأصبحت تعرف باسم كراك دو اوسبيتال (بالفرنسية: Crac de l'Ospital)‏؛ وقد صيغ الاسم إلى قلعة الحصن (بالفرنسية: Krak des Chevaliers)‏ في القرن التاسع عشر.

## الموقع

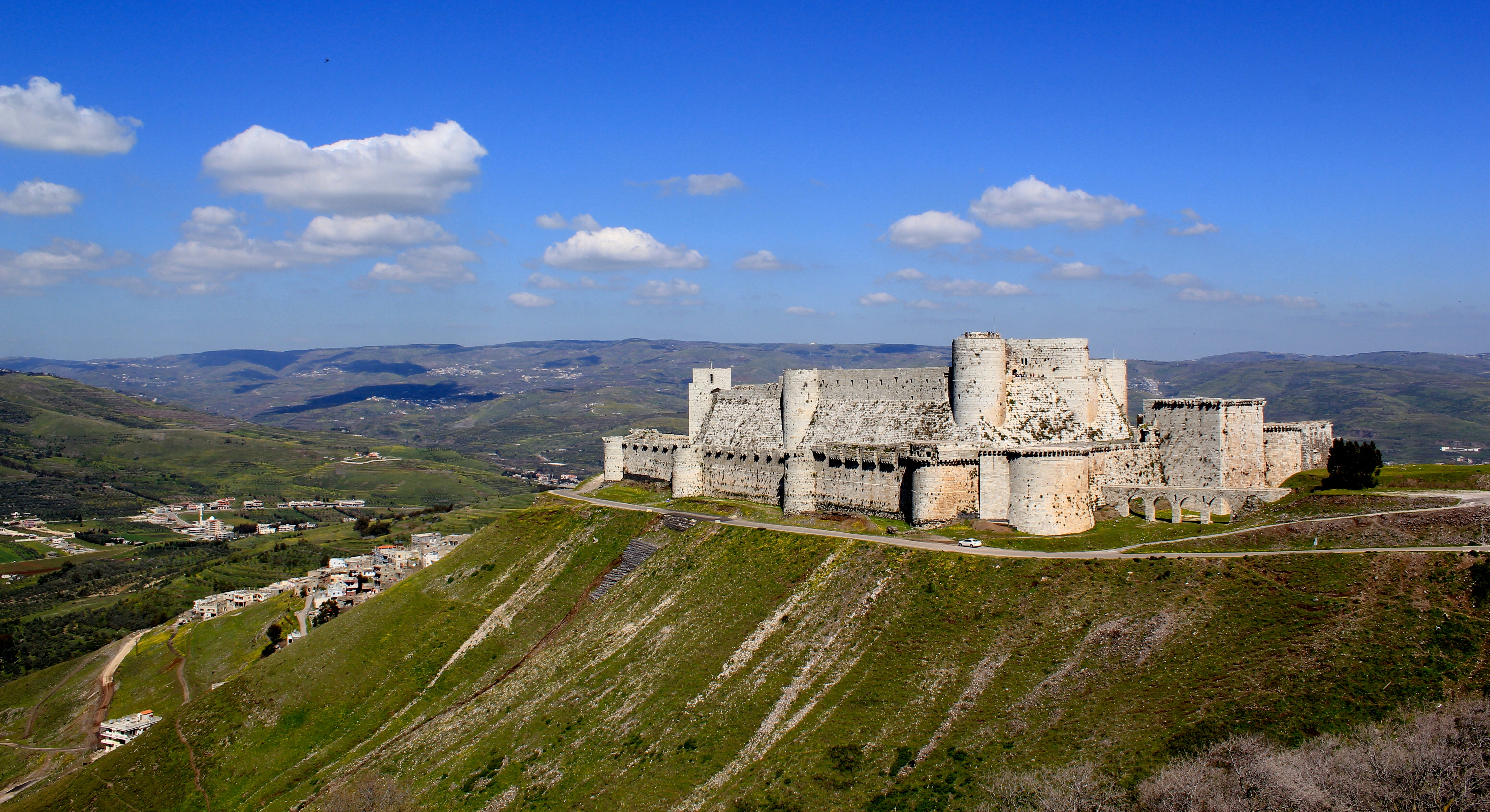
منظر لقلعة الحصن والمناطق المحيطة بها.

تقع القلعة في بلدة الحصن في منطقة تلكلخ بمحافظة حمص،  إلى الشمال من طريق حمص طرطوس . وتتوسط مدينتي حمص وطرطوس، وتعتبر القلعة من القلاع الأثرية الجميلة في الشرق الأوسط والعالم. ترقد تلة عالية بارتفاع 650 متر (2,130 قدم) شرق طرطوس، سوريا، في «فجوة حمص».

## أصل الاسم
الاسم الحالي هو قلعة الحصن، ومعناه بالعربية «قلعة المعقل»، وهو مستمد من اسم أحد الأسماء السابقة للقلعة والتي كانت تسمى «حصن الأكراد»، ومعناه «معقل الأكراد» الذين سكنوا القلعة سابقاً. وعند سيطرت الفرنجة على القلعة الكرك لفظت لي كرات. ربما الاسم الفرنجي يعود نظقا لكلمة الأكراد. بعدما أُعطيت القلعة لفرسان المشفى اطلقوا عليها اسم كراك دي شوفالييه أي قلعة الحصن (Crac des Chevaliers)، في القرن 19 التاسع عشر.

### التاريخ

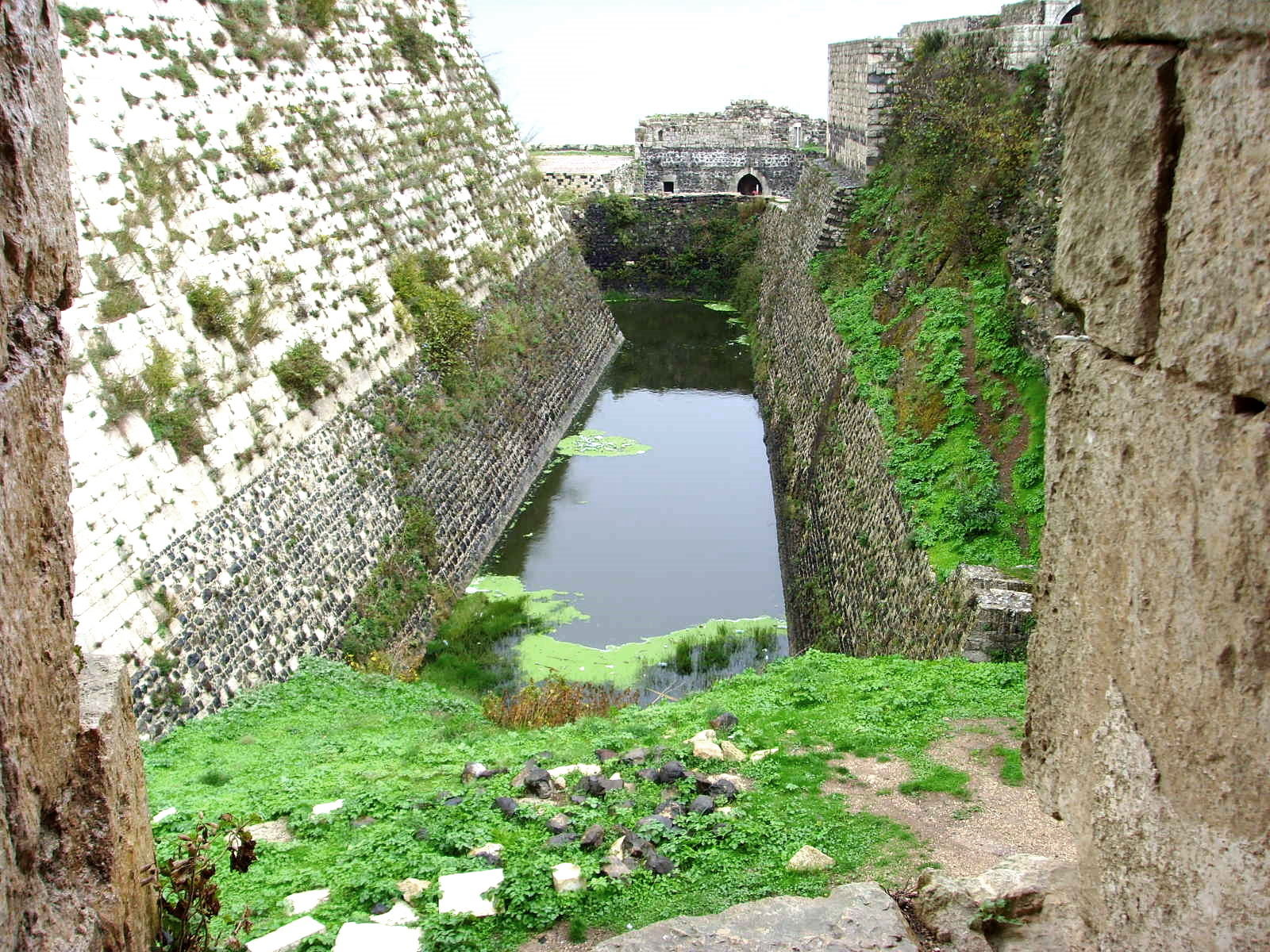

يُعتقد أن القلعة أُقيمت فوق أطلال قلعة أقدم منها كان اسمها «شبتون» أقامها الفراعنة عندما غزوا سوريا بقيادة رعمسيس الثاني في القرن الخامس عشر قبل الميلاد. بالرغم من ان الآراميون سكنوا المنطقة منذ فترة طويلة إلا أنه ليس في هذا الحصن مايشير إلى وضع آرامي قديم ولكن ربما يعود في أساساته إلى العهود اليونانية وما بعد حيث يذكر بعض المؤرخون بأن اليونانيون بنوا معقلاً عسكرياً في المنطقة المتوسطة بين طرابلس وحمص وقد سماها اليونان بيرغاز (Pirgas)أي الحصن أو المعقل وتسرب هذا التعريف إلى العربية بكلمة "برج" لنفس المسمى.[بحاجة لمصدر]
تعد قلعة الحصن نموذجاً كاملاً للقلاع العسكرية المحصنة اتخذت شكل مضلع غير منتظم طول قطره الكبير 200م والصغير 140م. تبلغ مساحتها 3 هكتار، لم يستكمل بناء القلعة دفعة واحدة وإنما تم بناؤها على شكل مراحل مختلفة، فقد شيد المرداسيون الحصن عام 1031 من قبل شبل الدولة نصر بن صالح المرداسي فأقام فيها حصناً صغيراً كان هدفه حماية طريق القوافل التجارية القادمة من سواحل بلاد الشام إلى داخل بلاد الشام. وسكنوها الأكراد لحماية الطريق، ولذلك حملت اسم حصن الأكراد وأطلق عليها أيضاً حصن السفح أو الصفح والكرك ومن هذا الاسم اشتقت التسمية الصليبية للقلعة. بنيت القلعة لتكون نقطة مراقبة للقوافل في زمن المرداسيون، ولكن مع وصول حملات الصليبيين عام 1099 استولى على الحصن ريموند صنجيل ونهب محيطها من قرى ومزارع ثم استرجعها منه أمير حمص سنة 1102 وقام بعدها تانكرد صاحب أنطاكية عام 1110 بالاستيلاء عليها وفي 1144 قام ريموند الثاني أمير طرابلس بتسليمها إلى فرسان القديس يوحنا المعروفين بالإسبتارية أو فرسان المشفى والتي كانت طائفة من الرهبان المقاتلين والذين أعادوا بناء دفاعات جديدة للقلعة وعرفت بعدها باسم قلعة الفرسان Crack des Chevaliers وعرفت باللاتينية باسم Cratom أو Castrum Crati ، ومنذ ذلك الحين بدأ المكان يعرف باسم حصن الفرسان (بالإنجليزية: Krak des Chevaliers)‏، وقد أعاد الإسبتارية بناء الدفاعات الجديدة للقلعة، وقاموا بترميمها بعد الزلزال الذي أصابها عام 1157 وتعد من أجمل القلاع العسكرية في الشرق، كما تعتبر أكبر قلعة عسكرية في العالم[بحاجة لمصدر]، فرض الفرنسيون شراءها من الحكومة السورية سنة 1926 ورمموها بغية إبقائها مُلكاً للحكومة الفرنسية.
في سنة 1109 م هاجمها الصليبيون بقيادة أمير إنطاكبة Tancred واحتلها سنة 1110 م فأدركوا أهميتها وموقعها المتميز فعملوا على تحصينها وتزويدها بالمنشآت الدفاعية والمرافق الحيوية (كمستودعات الحبوب والزيت والفرن والمعصرة والطاحونة ومرابط الخيل وأقبية وأحواض وآبار الماء) التي تكفل صمودها أمام الحصارات لأطول وقت ممكن.

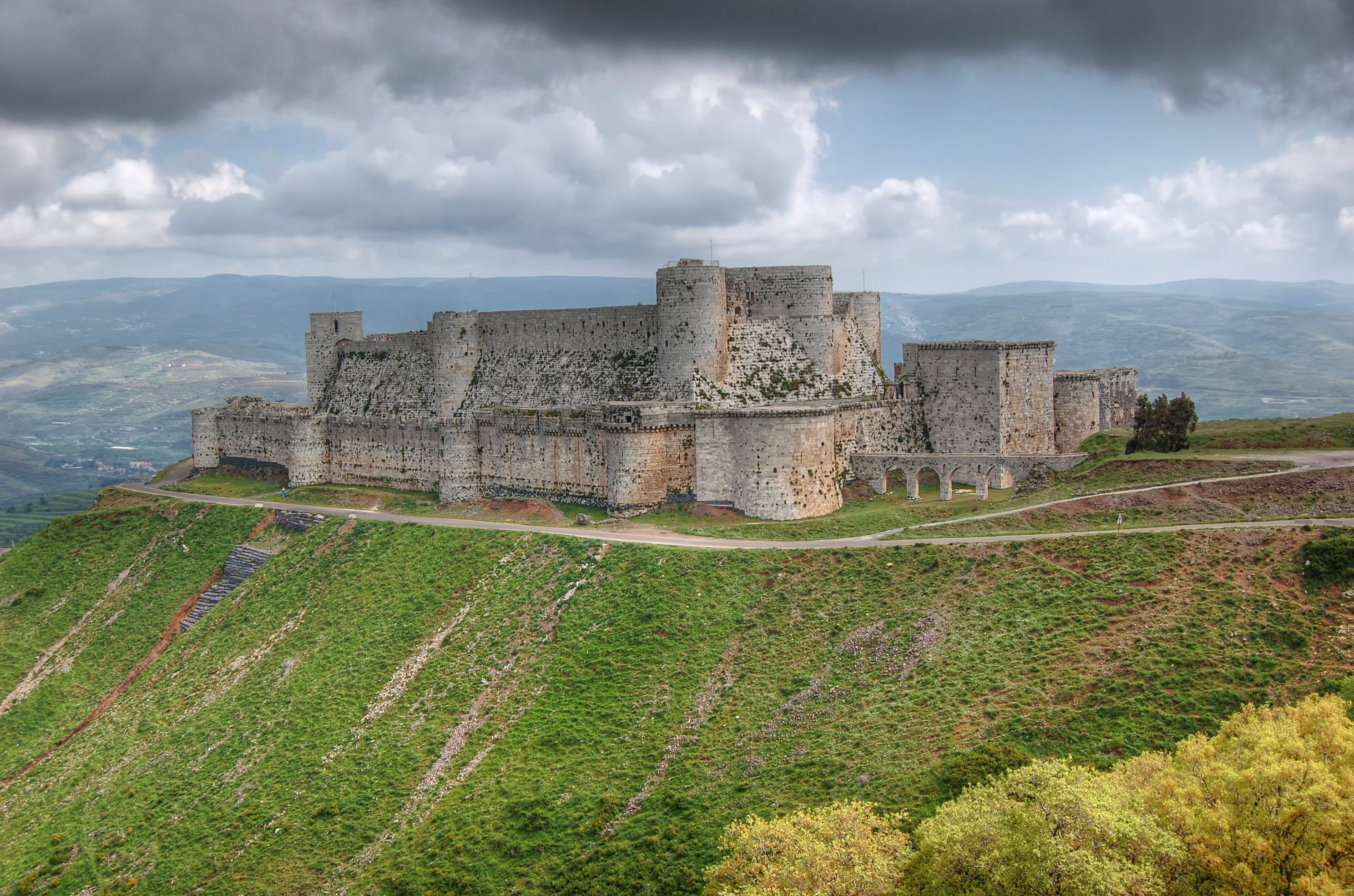

وقد حاول المسلمون استعادة القلعة عدة مرات فحاصرها سلطان حلب السلجوقي ألب أرسلان لفترة قصيرة سنة 1115 م ولم يستطع تحريرها.
تعرضت القلعة لزلزال عام 1157م والذي دمر أيضاً العديد من المباني في بلاد الشام، كما أصابها زلزال شديد عام 1169 م، فلم يبقى فيها سور قائم مما دعا الصليبيون لتجديدها ثانية وترميم الأجزاء المنهارة منها وزيادة تحصيناتها.
قام العرب بمحاولات عدة لاستعادة القلعة فقد حاول السلطان نور الدين الزنكي تحرير القلعة مرتين عام 1163-1167 م، وقد جرت المعارك مع الصليبين في سهل البقيعة جنوب سرق القلعة، كما حاصرها السلطان صلاح الدين الأيوبي حوالي عام 1188م، أثناء مرور جيشه لاستعادة الساحل السوري دون تحريرها.
وفي عام 1201 م، أصاب القلعة زلزال ثالث مدمر أحدث فيها أضراراً واسعة وبعد هذا الزلزال بدأ الطور الثالث من إعمار القلعة نتجت عنه حلقة الدفاع الخارجية والجدار المنحدر الضخم في الجهة الجنوبية والمستودع خلف الواجهة الجنوبية.
قام السلطان المملوكي الملك الظاهر بيبرس بأول محاولة لتحرير القلعة من الصليبيين عام 1267 م، بعد أن حرر كل الحصون والأبراج المجاورة والقريبة منها كما قام بالهجوم مرة أخرى عام 1269 م.
أعد الملك الظاهر بيبرس العدة والعتاد لاقتحام القلعة وبدأ الحصار الرسمي للقلعة في شتاء عام 1271 م، الذي استمر عن شهر ونيف ومن ثم سقطت القلعة بيد الملك الظاهر بيبرس في 6 نيسان من العام نفسه بعد أن استسلم الفرسان مقابل خروجهم إلى طرابلس.
أمر السلطان الظاهر بيبرس بتجديد ما تهدّم من القلعة ووضعها في الخدمة وجعلها مركزاً لنائب السلطنة فقام المماليك خلال هذه الفترة بإضافة أبراج ومنشآت وعلى الأخص في الواجهة الجنوبية التي تم تدعيمها بواسطة برج الملك الظاهر بيبرس كذلك أضاف السلطان سيف الدين قلاوون برج مستطيل ضخم بارز على الجهة الجنوبية للسور الخارجي ومؤرخ عام 1285م، كما أضافوا الحمامات وبعض الأجزاء الأخرى كالجهة الشرقية الشمالية، وقام حاكمها الجديد صارم الدين قايمار بأعمال إصلاح النطاق تحت الإشراف المستمر للسلطان الملك الظاهر بيبرس.
كانت القلعة ما تزال تستخدم حتى أواخر العصور الوسطى وفي الأزمنة الحديثة وكانت سليمة تقريباً في أوائل عام 1800 م.
الشكل العام للقلعة بيضوي بحيث تنتد مع خندقها على مسافة 240 م من جهة الشمال إلى الجنوب و 170م من جهة الشرق إلى الغرب وتقدر مساحتها الإجمالية بثلاث هكتارات أي 30 ألف متر مربع وتتسع لعدة آلاف من المقاتلين.

## التاريخ الحديث

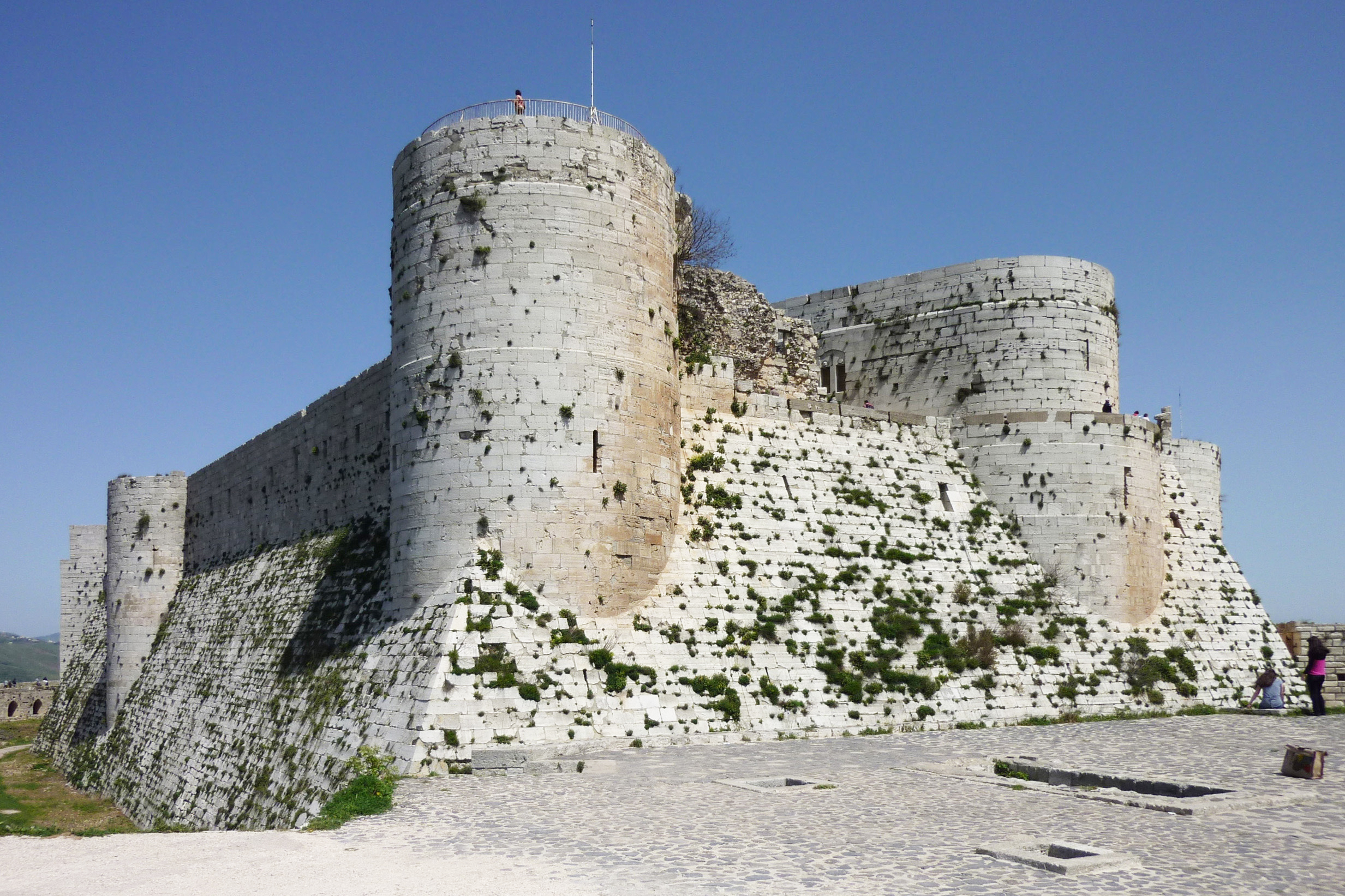
صورة لوجه القلعة الجنوبي ،مأخوذة من زاوية حادة

بعد طرد الفرنجة من الأراضي المقدسة عام 1291، وانخفاض الغزوات الأوروبية على المنظقة في الحروب الصليبية في القرن التاسع عشر، لم يكن أي فائدة في تجديد وترميم المباني ومنها قلعة الحصن، ولذلك لا يوجد أي خطط تفصيلية للقلعة قبل عام 1837. وكان غيوم ري أول باحث أوروبي قام بدراسة علميا القلاع الصليبية في الأراضي المقدسة. وفي عام 1871 قام بنشر دراسات عن القلاع الصليبية، وشملت دراسته خطط ورسومات للقلاع الصليبية الكبرى في سوريا، بما في ذلك قلعة الحصن.
زار بول ديشان القلعة في فبراير شباط سنة 1927. بعد ان زارها ري في القرن 19 وقد أنشئت قرية صغيرة داخل القلعة عدد سكانها كان 500 شخص. حاول ديشان وزميله المهندس فرانسوا، القيام بمسح لأثار القلعة، وقام الجنرال الفرنسي موريس جيملين بتعيين 60 جنديا لمساعدة بعثت ديشان. غادر ديشان سوريا في مارس 1927 واستئنف العمل في القلعة بعد سنتين من عودته، وفي عام 1934 تم وضع خطط مفصلة لعملية ترميم القلعة. وصفها المؤرخ العسكري "دي.جي"(Derek J. Penslar) بأنها "رائعة وشاملة" حسب تقريره عام 1949 و"ربما أفضل تقيم للقلعة جاء من قبل مؤرخ هيو كينيدي في عام 1994.
في وقت مبكر عام 1929 كانت هناك اقتراحات بأن القلعة ينبغي أن تكون تحت السيطرة الفرنسية. وفي 16 نوفمبر 1933 تم تأجير قلعة الحصن لحكومة الانتداب الفرنسي، وتم نقل القرويين القاطنين في القلعة إلى محيطها ودفع مليون فرنك فرنسي كتعويضات لهم. وعلى مدى العامين التاليين من تأجير أجري برنامج تنظيف وترميم من قبل قوة ضمت 120 عامل. وبمجرد الانتهاء، وكان قلعة الحصن واحدة من مناطق الجذب السياحي الرئيسية في بلاد الشام في عهد السيطرة الفرنسية. المهندس بيير غوبيل كان المشرف على أعمال الصيانة للقلعة وهو نفسه الذي كان أيضا مشرف على أعمال الصيانة في برج لي ليونز وقلعتين اثنتين في صيدا. ومع انتهاء الانتداب الفرنسي على سوريا في عام 1946 وإعلان الاستقلال السوري. عدت من قبل منظمة اليونسكو إحدى مواقع التراث العالمي، جنبا إلى جنب مع قلعة صلاح الدين في عام 2006، القلعة حاليا مملوكة من قبل الحكومة السورية. وخلال الأحداث السورية الاخيرة والتي بدأت في عام 2011 عبرت اليونسكو عن مخاوف من أن النزاع قد يؤدي إلى الضرر في المواقع الثقافية الهامة مثل قلعة الحصن. وقد أفيد أن القلعة تعرضت للضرر في آب 2012 من خلال الاشتباكات الدائرة بين الجيش الحكومي والمعارضة المسلحة، وقد سجل تضرر الكنيسة الصليبية فيها.
العديد من سكان القلعة السابقين قامو ببناء منازلهم خارج القلعة في قرية تسمى الحصن. عدد سكان القرية يبلغ من ما يقرب من 9,000 نسمة، يستفيدون بشكل مباشر اقتصاديا من السياحة والنشاطات التي تقام في الموقع.

## تواريخ تبادل السيطرة على القلعة

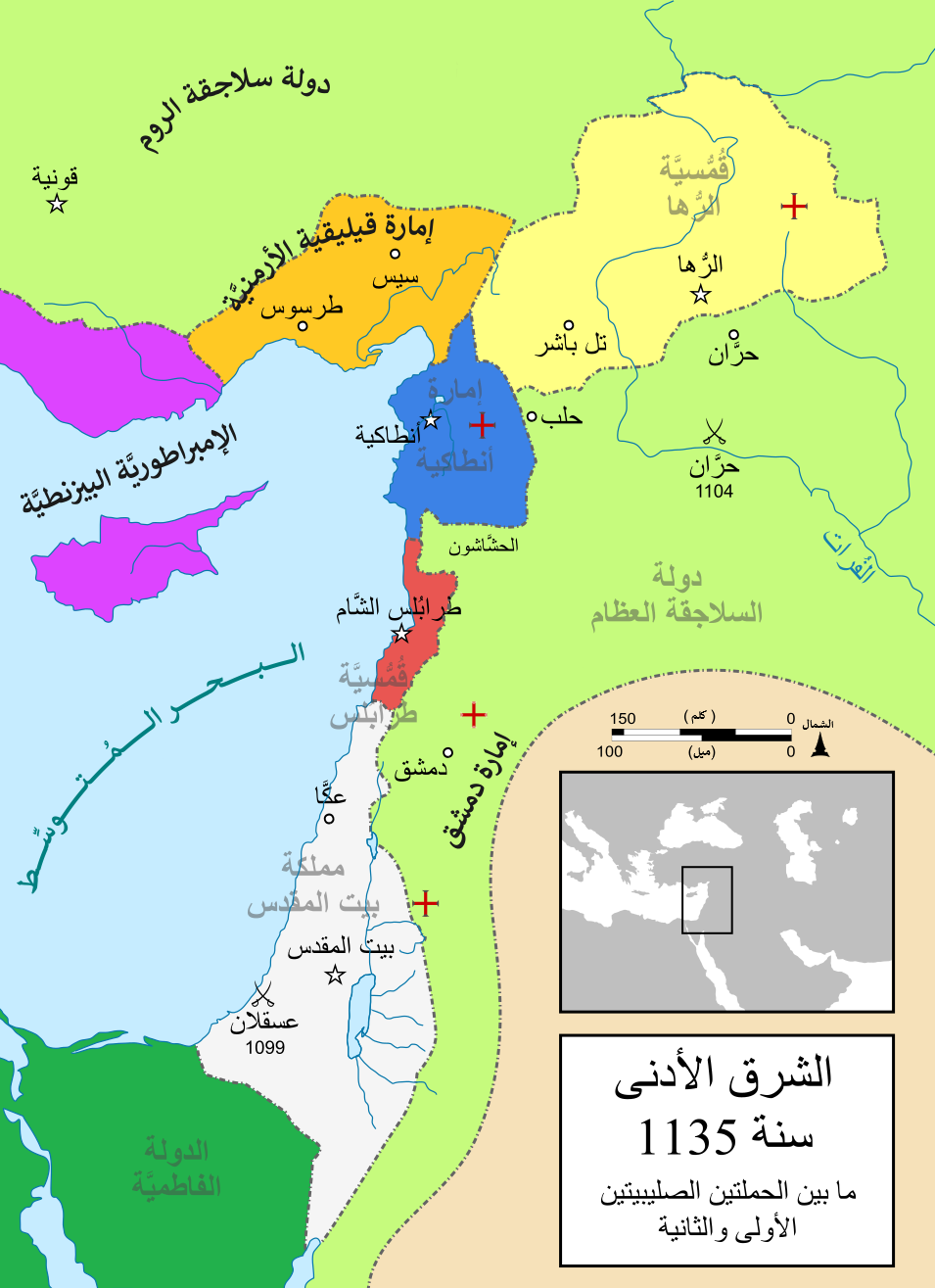
خريطة للدولة الصليبية سنة 1135

- 1163 - نور الدين زنكي يلتقي جيوش الفرنجة في سهل البقيعة ولكنه يخفق في استرداد القلعة.
- 1166 - محاولة فاشلة أخرى لنور الدين الزنكي لاسترداد القلعة.
- 1170 - زلزلة جديدة تدمر القلعة وتهدم الأسوار، ثم لا يلبث الفرنجة أن يعيدوا بنائها وبناء الكنيسة.
- 1188 - صلاح الدين الأيوبي يحاصر القلعة لمدة شهر بعد أنتصاره في معركة حطين وذلك أثناء مرور جيشه لاستعادة الساحل السوري.
- 1202 - زلزال ثالث مدمر تبعه إعادة إعمار القلعة ولا سيما حلة الدفاع الخارجية والجدار المنحدر في الجنوب والمستودع الكائن خلف الواجهة الجنوبية..
- 1206 - أحد أشقاء صلاح الدين يحاول احتلال القلعة دون جدوى.
- 1230 - بناء برج القائد في الطابق العلوي.
- 1250 - تشييد قاعة الفرسان الكبرى والرواق الذي يتقدمها.
- 1255 - تشييد البرج الدفاعي المتقدم عند المدخل الشمالي للقلعة على يد نيكولا لورني.
- 1270 - الملك الظاهر بيبرس يحاصر القلعة ولكنه يعود مسرعًا إلى مصر للتصدي لحملة الملك لويس التاسع الفرنسي.
- 1271 - الظاهر بيبرس يعود ليحاصر القلعة وينصب المجانيق مقابل السور الجنوبي بتاريخ 2 آذار وينجح باسترداد القلعة يوم 8 نيسان وتصبح القلعة منطلقًا لتحرير قلعة المرقب التي حررها قلاوون عام 1285.
- 1285 - الناصر محمد بن قلاوون الصالحي المملوكي ينشئ البرج المربع الضخم على وسط البرج الجنوبي.
- 2012 - سيطرت عليها المعارضة السورية وتعرض بعض أجزاء قلعة الحصن لبعض الضرر نتيجة الاشتباكات القتالية القائمة في سوريا بين قوات النظام السوري والمعارضة الثورية.[23][24]
- 2014 20 مارس استعادتها قوات النظام السوري بعد انسحاب المعارضة منها والمناطق المحيطة بها.

## الوصف

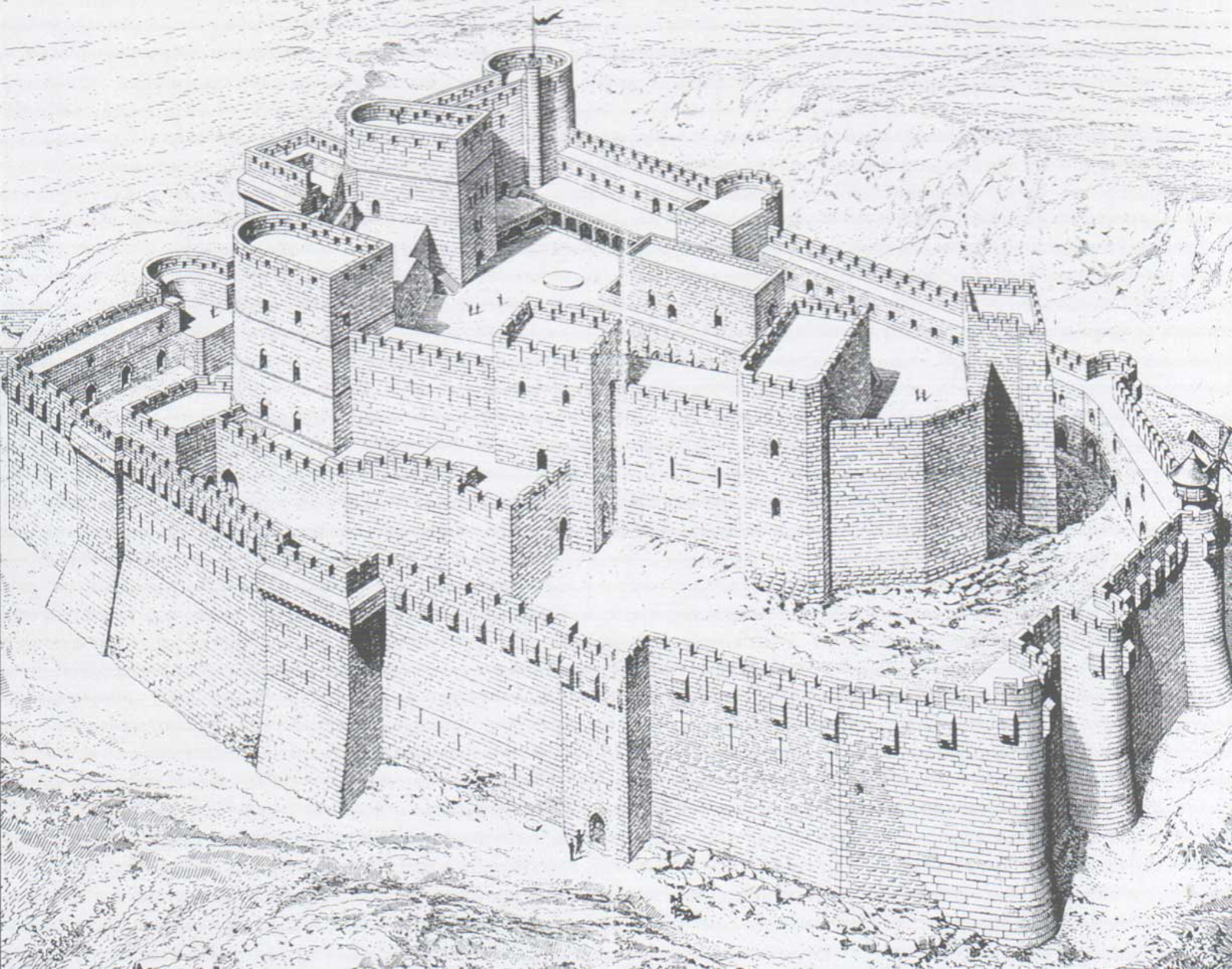
قطعة فنية تصور قلعة الحصن في قسمها الشمالي الشرقي للفنان غيوم ري في دراسته عن الآثار المعمارية العسكرية الصليبيية في سوريا وقبرص (1871).

تعتبر قلعة الحصن من أهم الأوابد الأثرية والتاريخية والمعمارية في سورية وهي من أهم قلاع القرون الوسطى وأضخمها وأشهرها في العالم وأفضلها محافظة على بنائها حتى يومنا هذا وتتميز بهندستها العسكرية وقوة تحصيناتها الدفاعية.
فهي تتميز ببنائها وزخارفها الرائعة وبجدرانها وأبراجها العالية ودهاليزها ومقاذيفها وشقوق مرامي السهام وسلسلة من شرفاتها البارزة بحيث تحمل مزيجآ من حضارات الشرق والغرب في فن العمارة.
فالقلعة تنتصب فوق هضبة بركانية نهاية سلسلة جبال الساحل شديدة الانحدار من جهاتها الثلاث مما يجعل اقتحامها صعباً جداً، ترتفع عن سطح البحر 750 م وعلى بعد60 كيلو مترًا غرب مدينة حمص فهي بذلك تحتل موقعاً استراتيجياً هاماً ومتوسطاً بين حمص وطرابلس وطرطوس وبحكم هذا الموقع الهام تسيطر على ممر القوافل التجارية والعسكرية بين الساحل والداخل.
تمتدّ القلعة مع خندقها على مسافة 240 مترًا من الشمال إلى الجنوب و170 مترًا من الشرق إلى الغرب. وتُقدّر مساحتها بثلاثة هكتاراتٍ، وتتكوّن من حصنَين داخليّ وخارجيّ، بينهما خندق وحولهما خندق يُشرف عليها جميعًا قصر تحميه أبراج. وتتّسع القلعة لحاميةٍ تعدادها ما ينوف عن ثلاثة آلاف محارب مع عتادهم وخيولهم ومُؤونهم.
وكانت تشغل موقعاً متميزاً من أجل مراقبة تحركات الجيوش وصد هجماتها فمن أبراجها العالية يمكن مشاهدة برج صافيتا والبحر غرباً وجبال عكار جنوباً (أي أن القلعة تقع شمال لبنان)ويمكن مشاهدة بحيرة قطينة وأطراف مدينة حمص شرقاً.
موقع القلع في وسط سوريا في وادي النظارة جعلها مركز استراتيجي وعسكري هام فوقوفها فوق ذروة مرتفعة تزيد عن 2100 قدم، وهي على اتصال بالنظر مع (القصر الأبيض) برج صافيتا. وتشرف على محور «حمص-طرابلس» أهم المحاور بين الداخل والساحل السوري وأكبرها، ورممت القلعة جزئيا في الأعوام الأخيرة وهي واحدة من أفضل نماذج التحصينات الفرنجية في المشرق حيث توجد قناة مائية قدت في الصخر وتعزل القلعة عن الجرف الممتد باتجاه الجنوب وتتألف من حلقتين متحدتي المركز من التحصينات وموصولتين بمدخل طويل منحدر والحلقة الخارجية مضلعة إهليلجية الشكل تتألف من سور يحوي عددا من الشرفات الدفاعية ومقواة بحصون بارزة نصف دائرية. يحرس البوابة الثانوية الصغيرة في الواجهة الشمالية حصنان بارزان ملاصقان لهما تماما وأما الواجهة الشرقية فقد عدلت كثيرا تحت الحكم العربي ويحرس هذا الجناح ثلاث حصون بارزة مستطيلة الشكل صغيرة يحوي إحداها المدخل الرئيسي أما القطاع الذي تعرض لأكبر تعديل على يد العرب المسلمين فهو الواجهة الجنوبية الدفاعية للقلعة وبالأصل كانت مؤلفة من سور واق تحميه حصون بارزة نصف دائرية وشرفة مقواة متواصلة ولكنها عززت بعد عام 1285 م ببرج السلطان قلاوون ويحوي البرج الدائري في الزاوية الجنوبية غرفة حسنة التجهيز تعرف باسم (مأوى السيد).

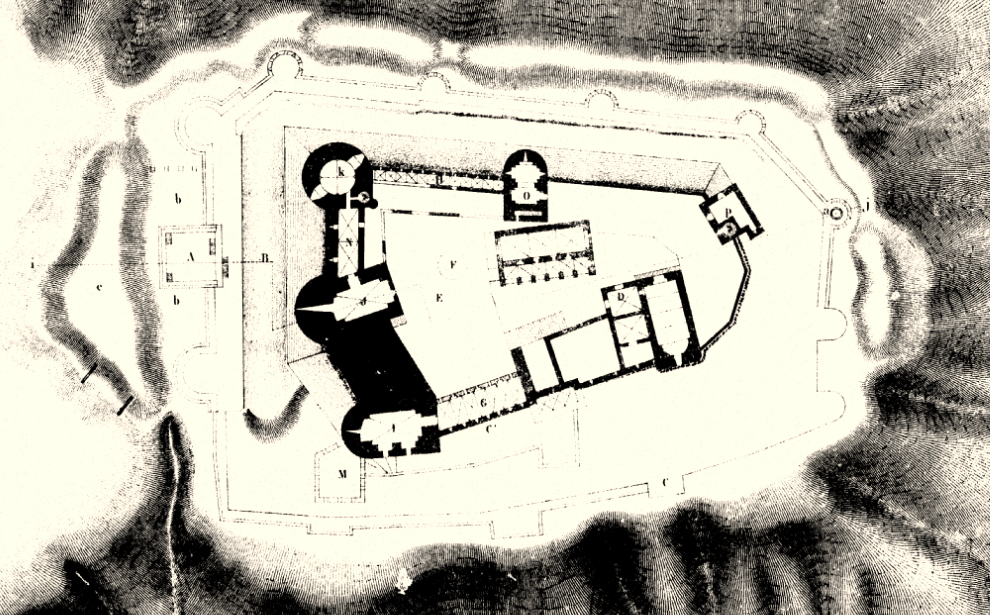
مخطط القلعة

## البنية

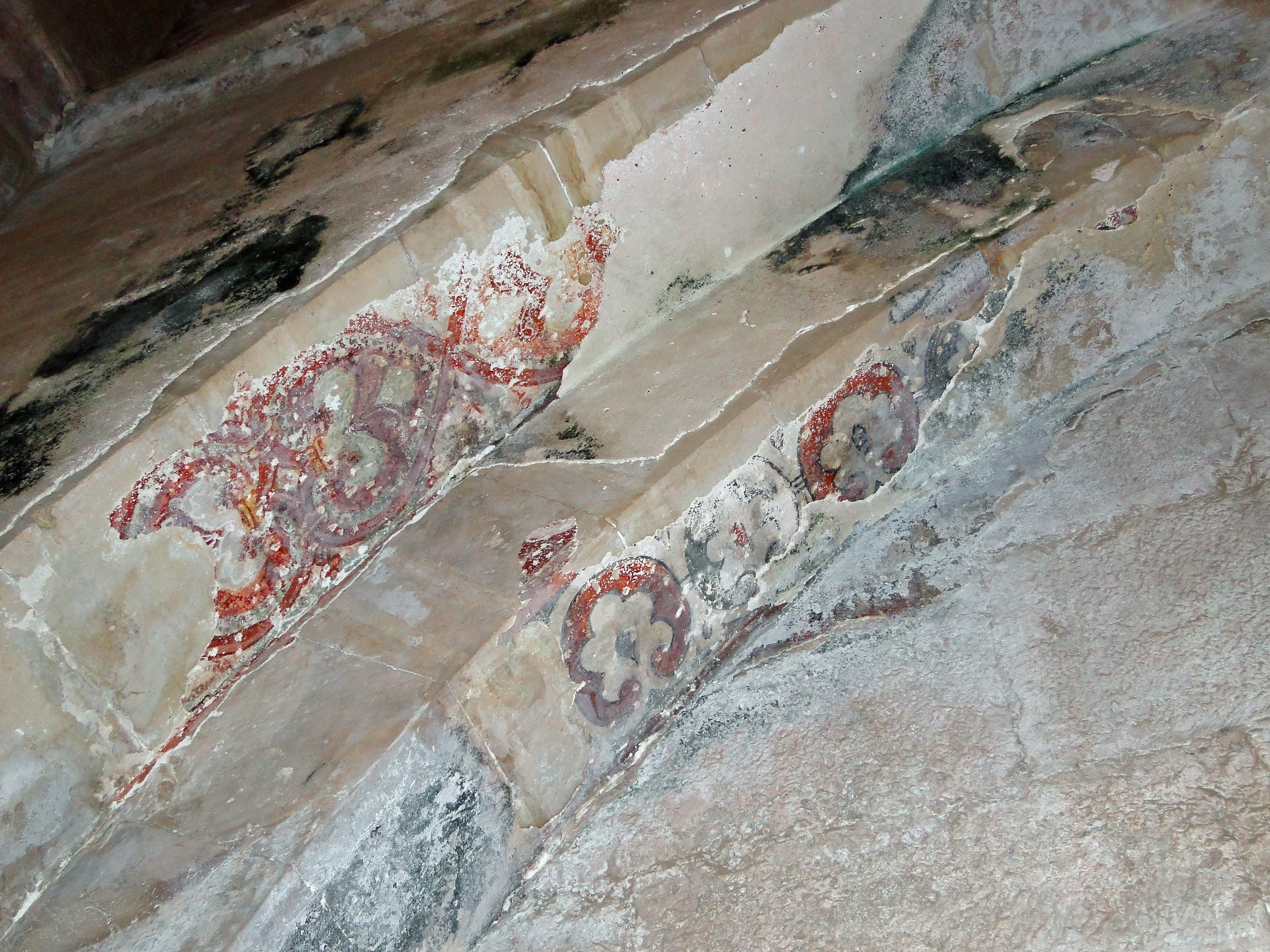
بقايا جدارية تعود للقرون الوسطى في مصلى القلعة

- تمتاز القلعة بلون حجارتها الكلسية التي كانت تجلب من مسافة / 4 كم / من بلدة مجاورة تدعى / عمار الحصن / وميزة الحجر الكلسي أنه طيع أثناء النحت وخفيف الوزن.
- تبلغ المساحة الإجمالية للقلعة حوالي / 30000 م2 / وترتفع القلعة عن سطح البحر حوالي / 750 م /

كتبت باللغة اللاتينية على أحد جدران القلعة حكمةً تقول:
«إذا مُنحت النعمة، ومُنِحت الحكمة وفوقها الجمال. لا تدع التعجرف يقترن بها لأنه يذهب بها جميعاًَ».

## الخندق المائي الخارجي
خندق المائي الخارجي والذي يحيط بكامل القلعة من الخارج، ويشكل خط دفاعي أول للقلعة. تهدّم الجزء الكبير من الخندق ولكن ما زالت بعض آثاره قائمة.

## الحصن الداخلي

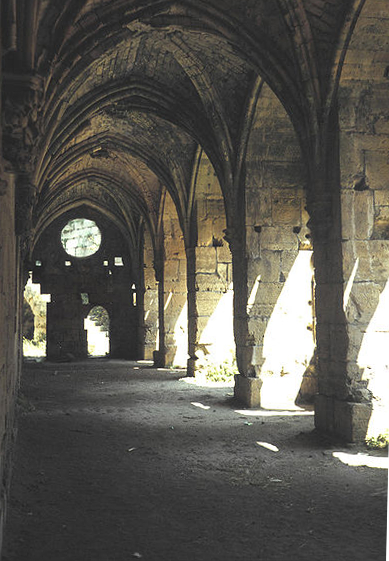
دير قوطي في فناء القلعة

- الحصن الداخلي هو قلعة قائمة بذاتها يحيط بها خندق يفصلها عن السور الخارجي، ولها بوابة رئيسية تتصل بباب القلعة الخارجي بواسطة دهليز طويل ينحدر تدريجيًا حتى الباب مؤلفًا منعطفًا دفاعيًا في منتصفه. ولهذا الحصن ثلاثة أبواب مفتوحة على الخندق، ويمتاز بأبراجه العالية. ويتألف من طابقين. الأرضي ويضم فسحة سماوية تحيط بها الأقبية والعنابر وقاعة الاجتماعات، والكنسية والمطعم والحجرات والمعاصر. والعلوي ويحتوي على أسطح مكشوفة ومهاجع وأبراج. أما الخندق المحيط به فمحفور في الصخر، سلطت عليه أقنية تحمل إليه مياه الأمطار.
- السور الداخلي للقلعة يتألف من خمسة أبراج دفاعية وحامية للسور الداخلي،

خندق مائي يفصل بين السورين الداخلي والخارجي يبلغ طوله قرابة / 70 م.

## الحصن الخارجي
- الحصن الخارجي هو السور الخارجي للقلعة وهو حصن قائم بذاته، يتألف من عدة طوابق. فيه القاعات والإصطبلات والمستودعات وغرف الجلوس. مزود بـ13 برجًا بعضها دائري وبعضها مربع أو مستطيل، وهو محاط بخندق.
- السور الخارجي للقلعة يتألف من ثلاثة عشر برجاً دفاعياً وحامية للسور الداخلي.

## الخندق المائي الداخلي
والذي يفصل بين الحصن الخارجي والداخلي وهو يحيط بالقلعة من الداخل ولا يزال القسم الجنوبي منه قائماً حتى الآن وتتجمع فيه مياه الأمطار. ويوجد فيه عدة أبواب تؤدي إلى الحصن الخارجي بواسطة جسور خشبية متحركة والأبواب بعضها معلق وبعضها الآخر يتصل بسراديب ضيقة تؤدي إلى الداخل تستخدم عند الحاجة.

### أقسام القلعة

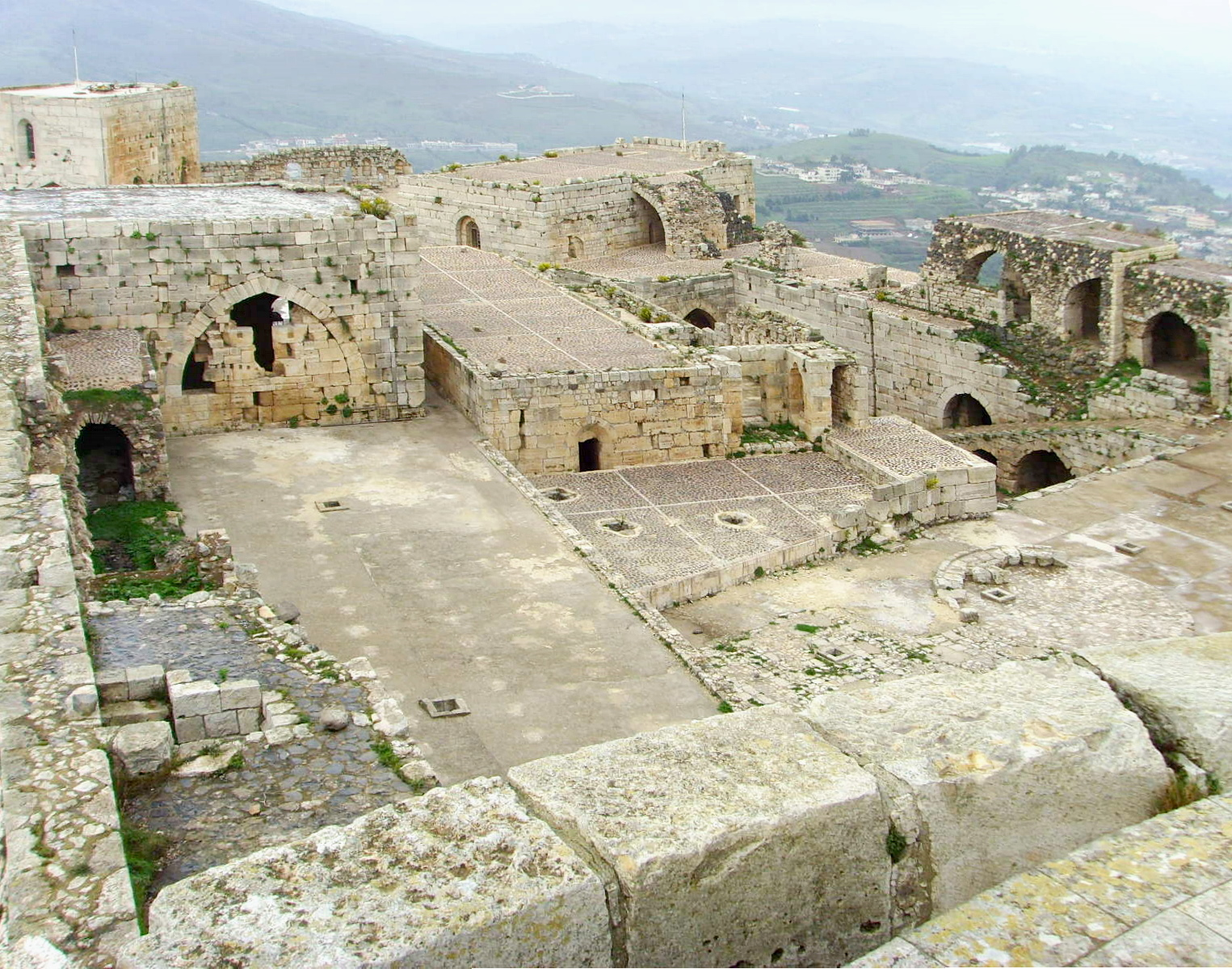
قلعة الحصن

- قاعة الفرسان المتميزة بالفن القوطي.
- الكنيسة التي تم تحويلها في العهود الإسلامية إلى مسجد.
- المخازن التي تخزن فيها المؤونة للجنود ويوجد فرن دائري الشكل لصناعة الخبز.
- مهاجع نوم الجنود.
- المسرح وهو ذي شكل دائري.
- الأبراج العلوية وفيها برج قائد الفرسان وبرج قائد القلعة وهو البرج الوحيد المبني على شكل دائري.
- برج بنت الملك وهو الآن مستثمر كاستراحة ومطعم للسياح.
- قاعة الحرس المملوكي.

## الكنيسة

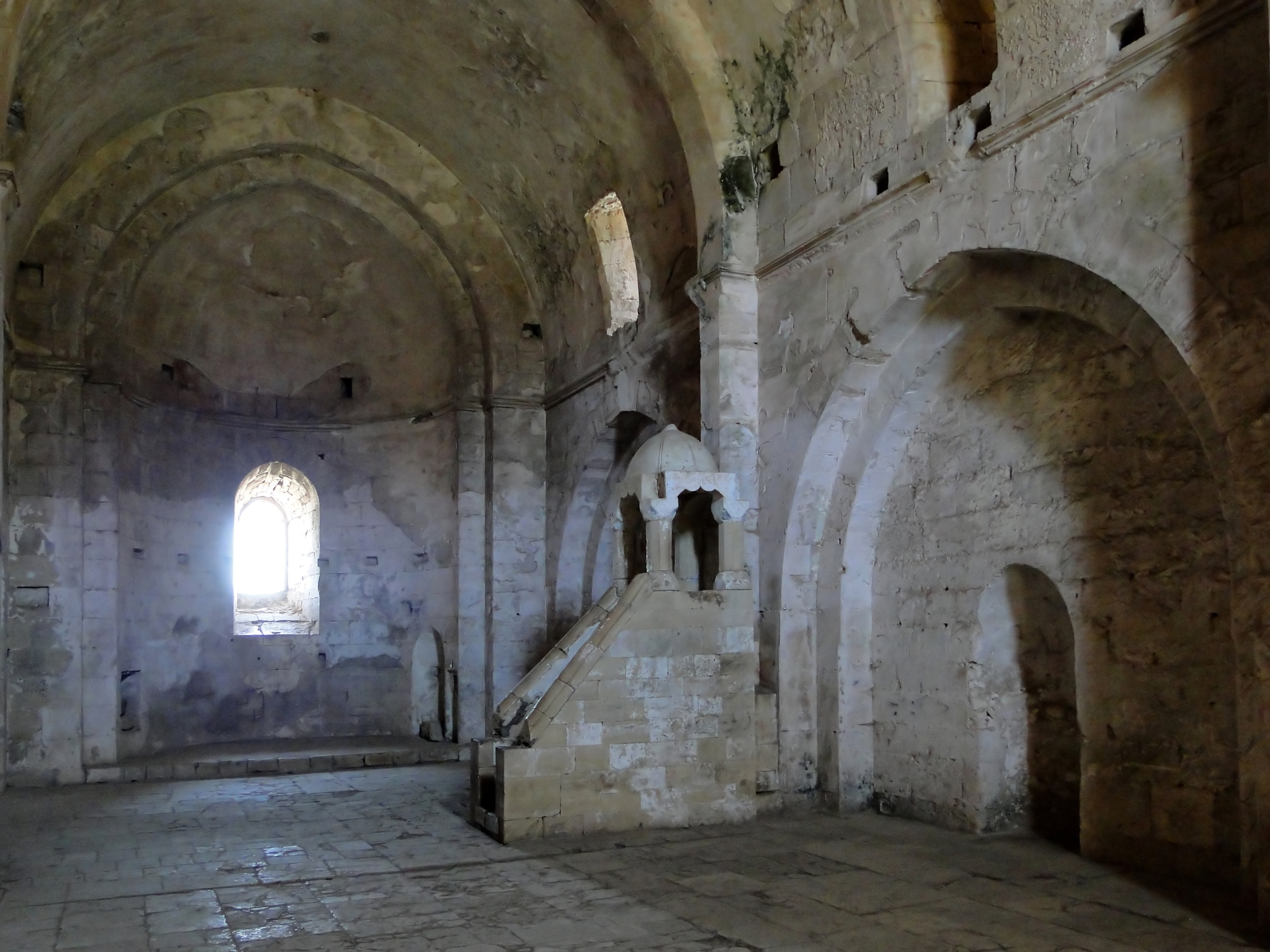
الطرف الشرقي من القلعة يظهر السقف المقبب للكنيسة الصغيرة

الكنيسة الحالية ربما بنيت لتحل محل كنيسة قديمة دمرها الزلزال في عام 1170. يضم الطرف الشرقي من الكنيسة الأصلي، المحراب وجزء صغير من الجدار الجنوبي المتبقي من الكنيسة الأصلية . يشبه تصميم الكنيسة الحالية المعايير القديمة التي كانت متبعة في فرنسا ببناء الكنائس، ولكن رغم التشابه فإن بناء هذه الكنيسة يعود إلى حوالي سنة 1186 [19 ] وتم تقسيمها إلى ثلاثة خلجان متساوية تقريبا . إفريز يعمل على مدار مصلى عند النقطة التي تنتهي عند العقادة وتبدأ بجدار . واتجاه الكنيسة نحو الشرق الغربي تقريبا، مع ارتفاع 21.5 متر (71 قدم)، الكنيسة لها مدخل رئيسي واسع من جهة الغرب وأخر أصغر في الجدار الشمالي . عندما أعيد تخطيط القلعة في القرن 13th في وقت مبكر، وتم نقل المدخل الجدار الجنوبي . كانت إضاءة الكنيسة تتم من قبل نوافذ بنيت فوق إفاريز، مقسمة لثلاث مجموعات واحدة في الطرف الغربي، وواحدة على كل جانب من جهة الشرق، ومجموعة على الجانب الجنوبي في الوسط، وكان يوجد في المحراب في الطرف الشرقي نافذة كبيرة أيضا. في عام 1935 تم اكتشاف مصلى ثاني خارج المدخل الرئيسي للقلعة.

## مهرجان القلعة
يقام في رحاب القلعة مهرجان غنائي سنوي، فالقلعة حاليا هي مركز جذب سياحي عالمي وتقام فيها المهرجانات الغنائية والمسرحية على مسرح القلعة . كما تم تصوير عدد من المسلسلات التاريخية في رحاب القلعة . وتزامنا مع مهرجان القلعة يتم فيها أيضا افتتاح سوق المهن والتقاليد الشعبية، وملتقى التشكيل.